# Marion Krause
Marion Krause (* 1962) ist eine deutsche Slawistin.

## Leben
Von 1980 bis 1985 studierte sie russische und slawische Philologie an der Universität Leningrad. Nach der Promotion 1989 in „Allgemeiner Sprachwissenschaft, Psycholinguistik, Soziolinguistik“ in Leningrad war sie von 1985 bis 1996 an der Universität Jena wissenschaftliche Assistentin und wissenschaftliche Mitarbeiterin am Institut für Slawistik. Von 1997 bis 2002 war sie an der Ruhr-Universität Bochum wissenschaftliche Mitarbeiterin am Seminar für Slavistik (Drittmittelförderung der Volkswagen-Stiftung und der DFG). Von 2003 bis 2009 war sie an der Wirtschaftsuniversität Wien wissenschaftliche Assistentin am Institut für Slawische Sprachen. Nach der Habilitation 2004 an der Ruhr-Universität Bochum, Venia legendi für Slavische Philologie, war sie dort von 2004 bis 2009 Privatdozentin am Seminar für Slavistik. Als Gastprofessorin lehrte sie 2008 an der Staatlichen Universität Tomsk an der Philologischen Fakultät (Förderung: Exzellenzprogramm des Bildungsministeriums der Russischen Föderation). Von 2009 bis 2010 war sie an der Goethe-Universität Frankfurt am Main am Institut für Vergleichende Sprachwissenschaft Studienrätin im Hochschuldienst. Im Wintersemester 2009/2010 vertrat sie an der Universität Jena die Professur Jiřina van Leeuwen-Turnovcovás. Seit 2010 hat sie an der Universität Hamburg die Professur (W3) für Slavistische Linguistik inne.
Ihre Forschungsschwerpunkte sind Sozio- und Varietätenlinguistik, Mehrsprachigkeit und Spracherwerb (L1, L2 …), Phonetik und Phonologie im Sprachkontakt, perzeptuelle Linguistik und Spracheinstellungen, Prosodie und Diskurs, Kognition und Sprache, interkulturelle Kommunikation und Pragmatik und empirische Methoden in der Sprachwissenschaft.

## Schriften (Auswahl)
- Динамика механизма восприятия слова при различных условиях овладения иностранным языком. München 2002, ISBN 3-87690-788-8.
- als Herausgeberin mit Christian Sappok: Slavistische Linguistik 2002. Referate des XXVIII. Konstanzer Slavistischen Arbeitstreffens, Bochum, 10.–12.9.2002. München 2004, ISBN 3-87690-885-X.
- Epistemische Modalität. Zur Interaktion lexikalischer und prosodischer Marker. Dargestellt am Beispiel des Russischen und des Bosnisch-Kroatisch-Serbischen. Wiesbaden 2007, ISBN 978-3-447-05635-9.
- als Herausgeberin mit Tilmann Reuther: Slavistische Linguistik 2013. Referate des XXXIX. Konstanzer Slavistischen Arbeitstreffens in Hamburg, 9.–13. September 2013. Frankfurt am Main 2015, ISBN 3-631-74163-4.